# Mesene
Mesene är ett släkte av fjärilar. Mesene ingår i familjen Riodinidae.

## Bildgalleri

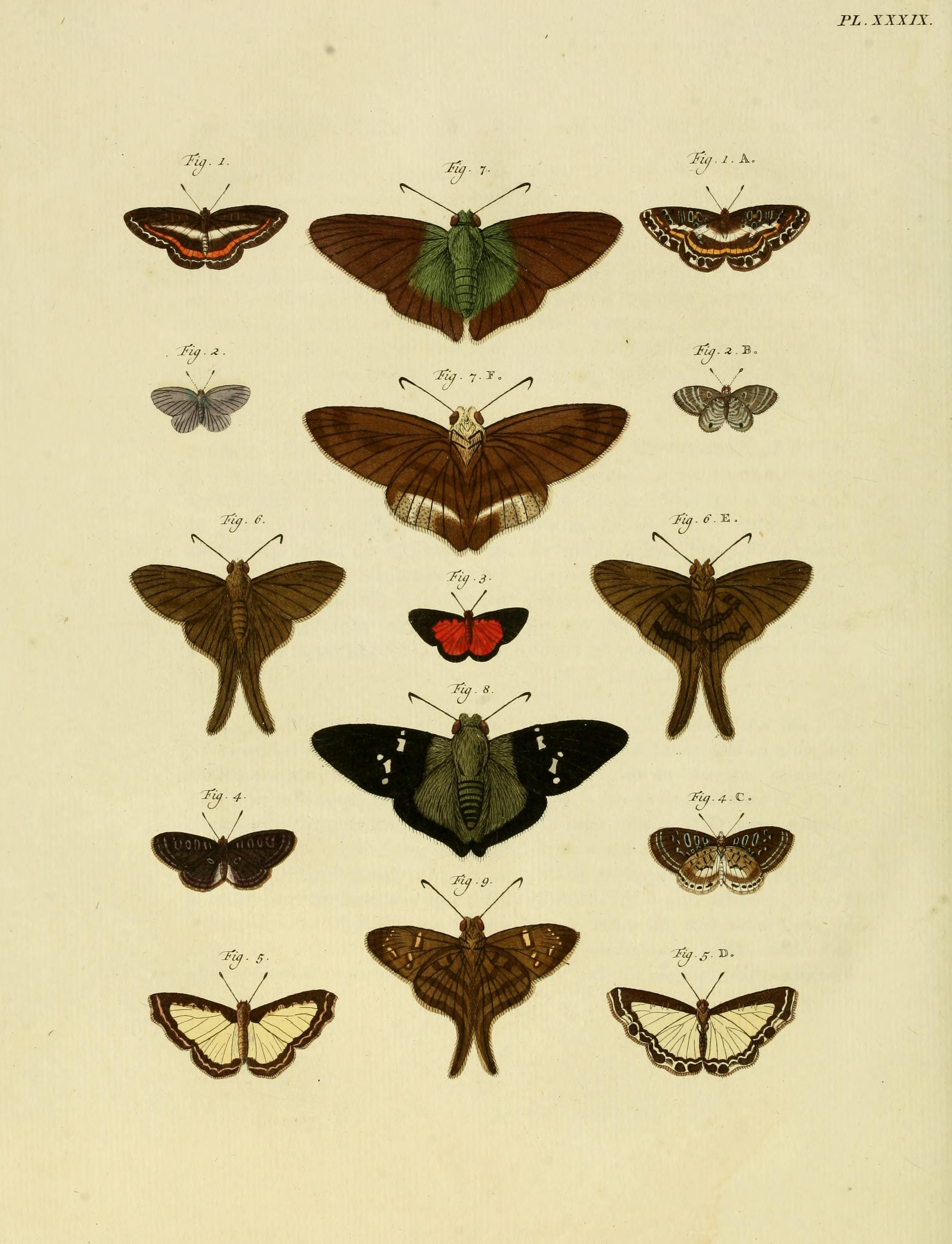
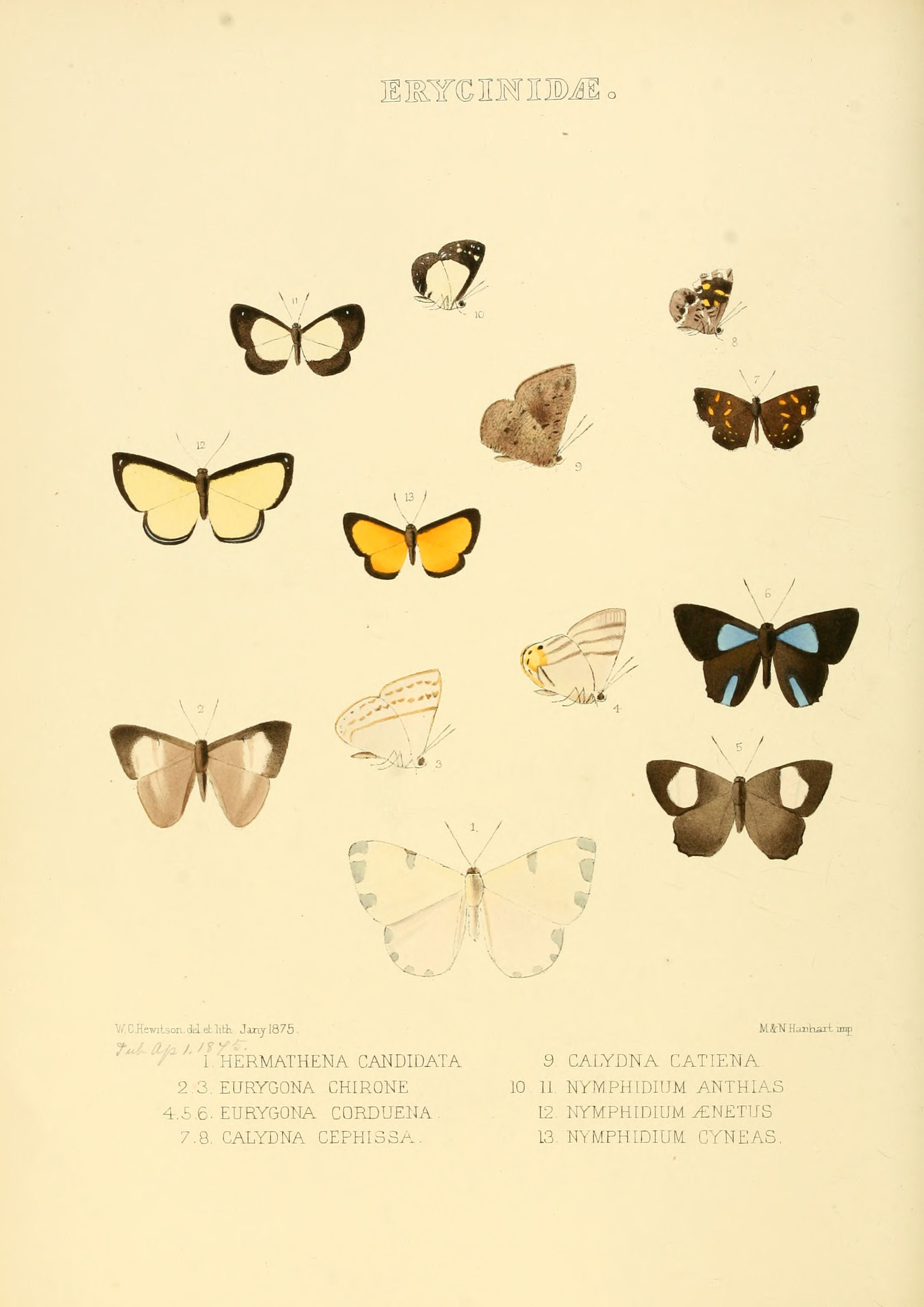
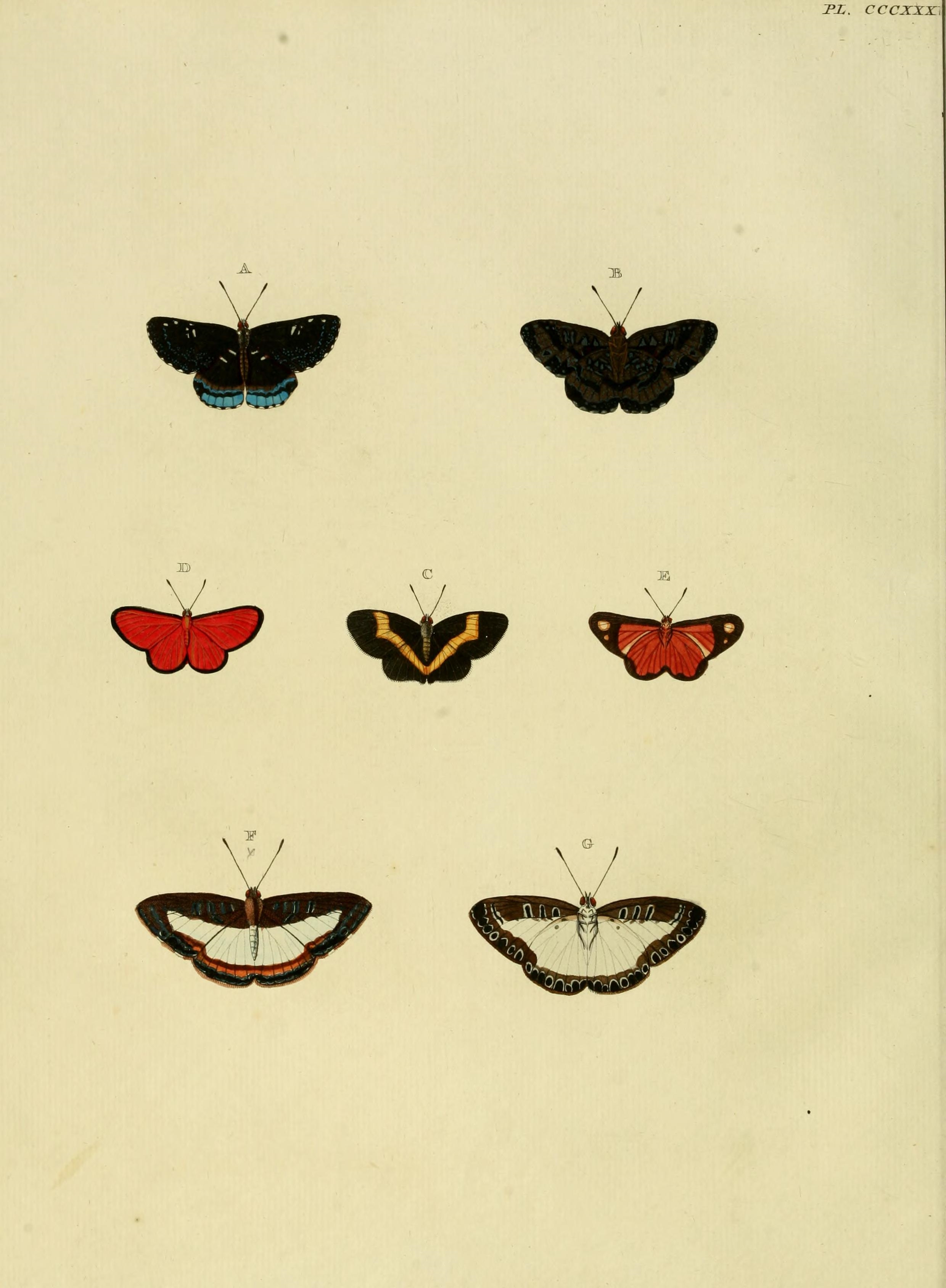
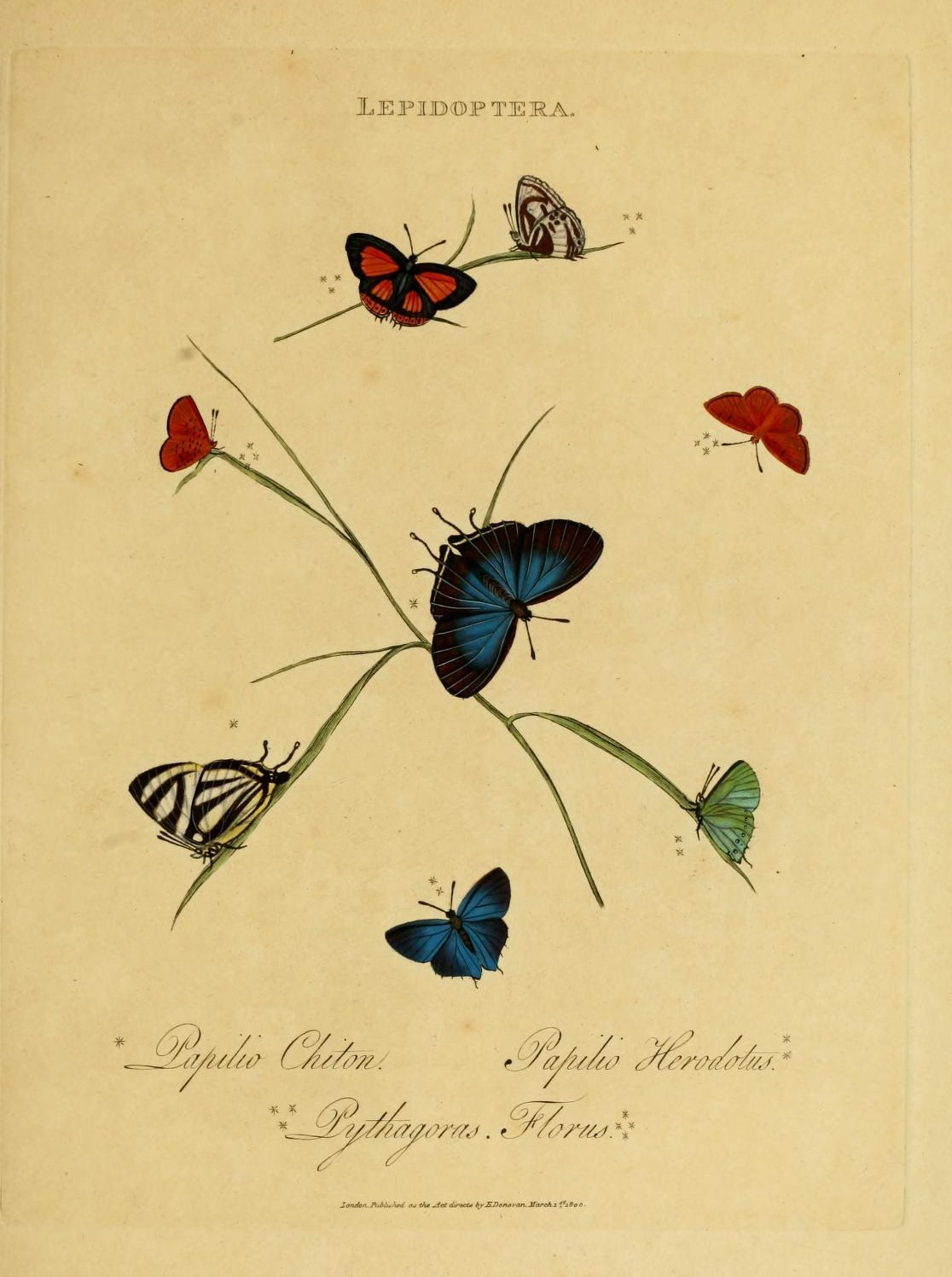
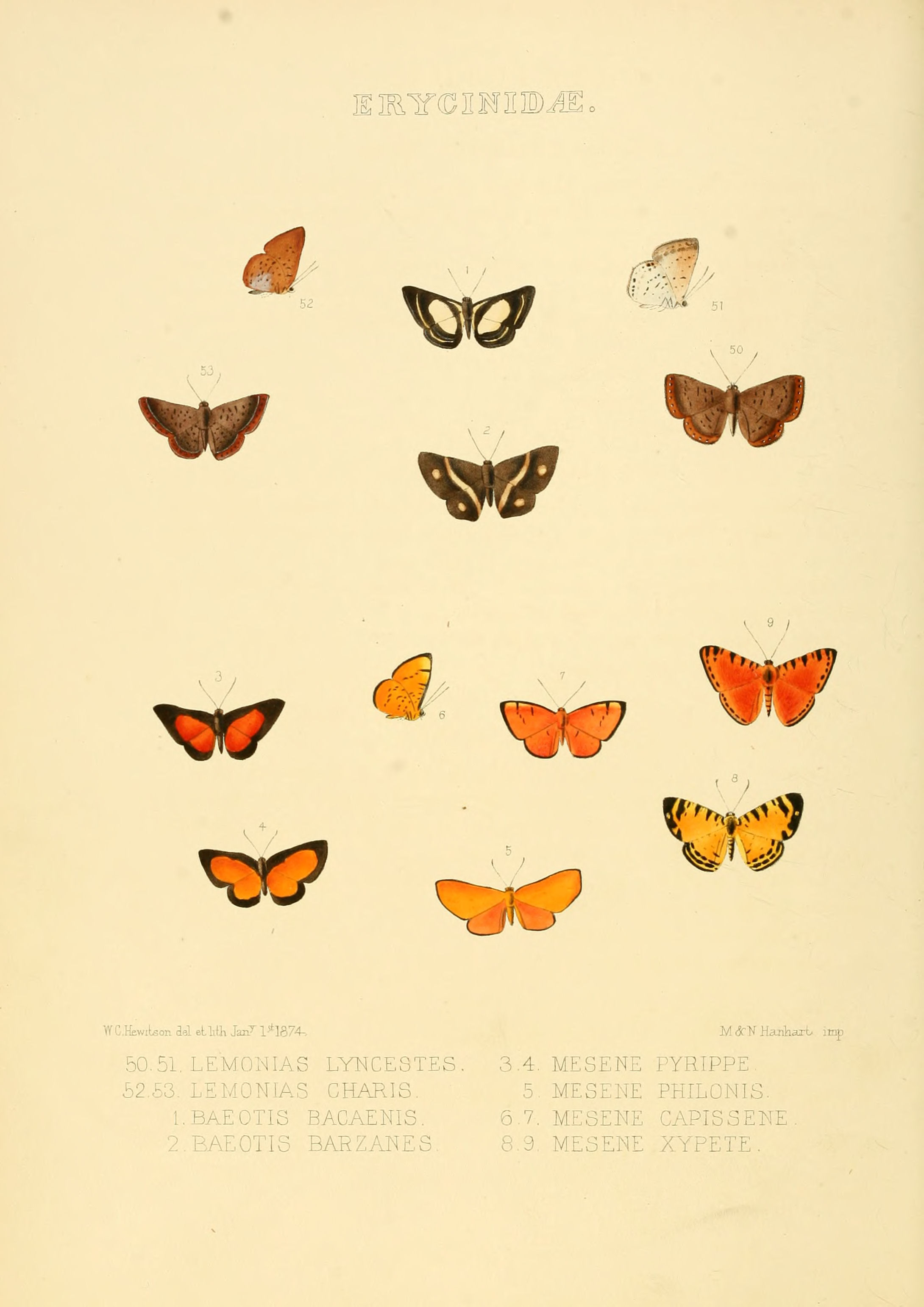
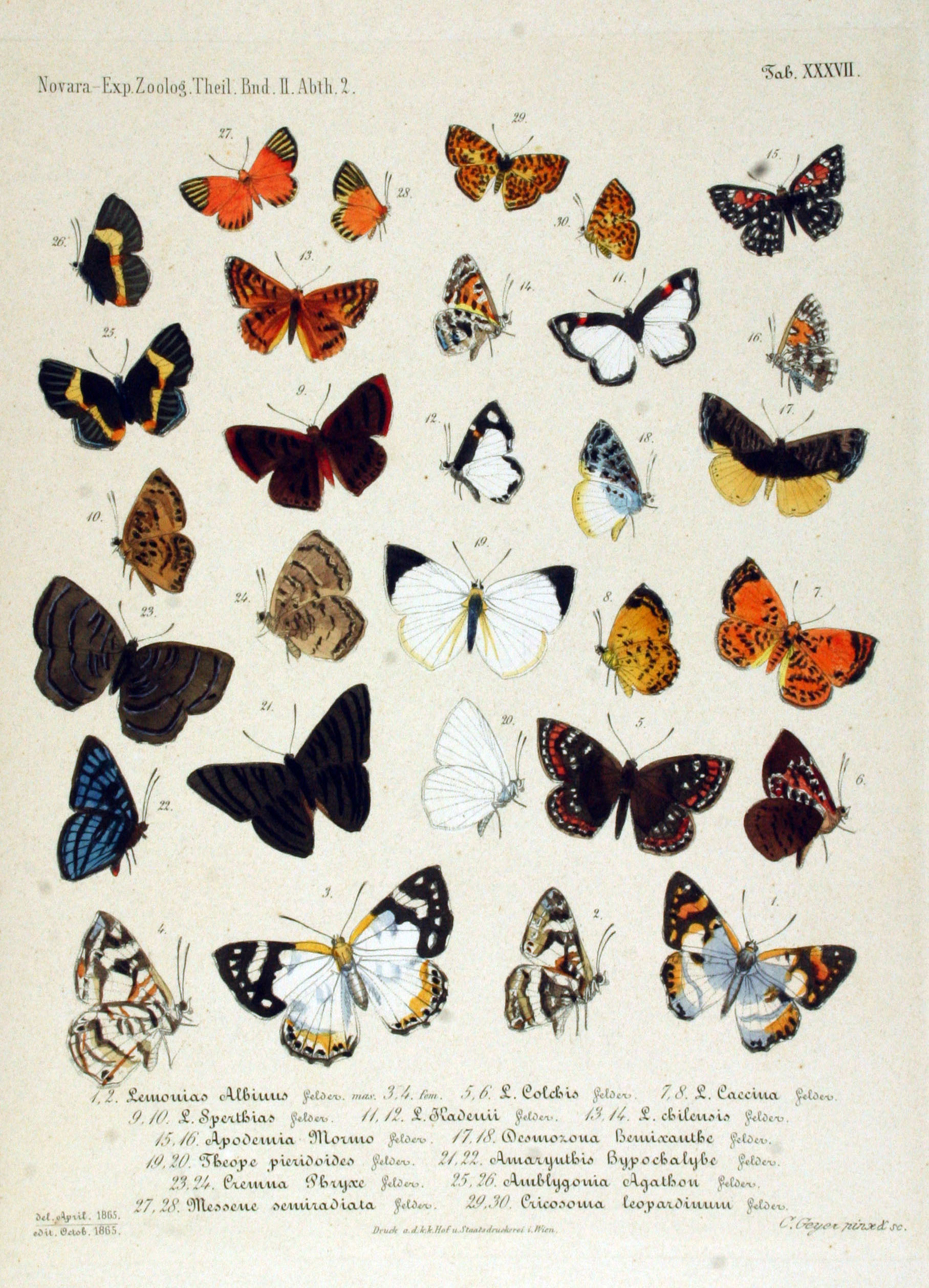

## Dottertaxa tillMesene, i alfabetisk ordning[1]
- Mesene albiplaga
- Mesene bigemmis
- Mesene blandula
- Mesene bomilcar
- Mesene boyi
- Mesene capissene
- Mesene celetes
- Mesene colombica
- Mesene croceella
- Mesene deliciosa
- Mesene discolor
- Mesene epalia
- Mesene epaphus
- Mesene eristalis
- Mesene eromena
- Mesene eupteryx
- Mesene fenestrella
- Mesene fissurata
- Mesene florus
- Mesene genialis
- Mesene glisa
- Mesene guttula
- Mesene herteli
- Mesene hya
- Mesene hyale
- Mesene iabda
- Mesene icterias
- Mesene ineptus
- Mesene juanae
- Mesene lampedo
- Mesene leucophrys
- Mesene leucopus
- Mesene lyicoris
- Mesene margaretta
- Mesene martha
- Mesene monostigma
- Mesene mulleola
- Mesene mygdon
- Mesene nepticula
- Mesene nigrocinctus
- Mesene nola
- Mesene nydia
- Mesene oriens
- Mesene ostenta
- Mesene palea
- Mesene paraena
- Mesene peruviana
- Mesene phareolus
- Mesene phareus
- Mesene philonis
- Mesene pullula
- Mesene pyrippe
- Mesene pyrrha
- Mesene reda
- Mesene rochesteri
- Mesene rubella
- Mesene sanguilenta
- Mesene sardonyx
- Mesene semiradiata
- Mesene sertata
- Mesene silaris
- Mesene simplex
- Mesene speculum
- Mesene stigmosa
- Mesene strigulata
- Mesene subfusca
- Mesene veleda
- Mesene verecunda
- Mesene wickhami